# Алексис, Ким
Ким Мари́ Але́ксис (англ. Kim Marie Alexis; 15 июля 1960, Локпорт, Ниагара, Нью-Йорк, США) — американская фотомодель и актриса

.

## Биография
Ким Мари Алексис родилась 15 июля 1960 года в Локпорте (округ Ниагара, штат Нью-Йорк, США) в семье инженера-химика Роберта Алексиса и его жены Барбары. У неё есть сестра. Росла в семье, проповедовавшей пресвитерианство, и её семья посещала церковь каждое воскресенье. Алексис выросла в городе Буффало. В 6-летнем возрасте она начала заниматься плаванием, а в последний год учёбы в школе начала профессионально выступать. Она училась в колледже в Род-Айлендском университете и училась на фармацевта по пятилетней программе обучения.

## Карьера

### Модельные бизнес
Алексис считалась одной из самых успешных моделей 1980-х годов, наряду с Джией Каранджи, Кэрол Альт, Кристи Бринкли, Келли Эмберг, Иман и Полиной Поризковой. В 1983 году она стала лицом косметической линии премиум-класса «Revlon», заменив Лорен Хаттон.

### Телевидение
В начале 1990-х годов Алексис вела такие оздоровительные шоу, как «Здоровые дети» на Family Channel и Lifetime. В конце 1990-х годов она принимала участие в выпуске Daily Edition, синдицированной программе, распространяемой MGM. Она также появилась с Майком Диткой в последнем эпизоде ситкома «Весёлая компания» под названием «One for the Road» в 1993 году. В 2005 году она появилась в телеконкурсе «Но могут ли они петь?», где знаменитости, которые никогда не пели раньше, получают возможность выступать перед аудиторией. Алексис выбыла из конкурса на второй неделе соревнований.

### Кино
В 1998 году Алексис появилась в фильме «Святоша» с Эдди Мерфи в главной роли.

### Реклама
В 1995 году Алексис стала официальным представителем компании «Alpine Lace Brands, Inc.», продвигая продукты компании Alpine Lace с низким содержанием жиров.

## Личная жизнь
В 1983—1992 годы Алексис была замужем за Джимом Стоктоном, от которого у неё есть два сына — Джейми Стоктон (род. 1986) и Бобби Стоктон (род. 1990).
В 1993—2016 годы Алексис была замужем за хоккеистом Роном Дюгеем, от которого у неё есть сын — Ноа Дюгей (род. 1994).
С 4 ноября 2017 года Алексис замужем за Джеффри Шварцем.

## Избранная фильмография
| Год  |    | Русское название                   | Оригинальное название                               | Роль                         |
| ---- | -- | ---------------------------------- | --------------------------------------------------- | ---------------------------- |
| 1992 | с  | Комиссар                           | The Commish                                         | Илейн Томас                  |
| 1993 | тф | Мешки для трупов                   | Body Bags                                           | женщина с красивыми волосами |
| 1993 | тф | Тайна Перри Мейсона: Дело злых жён | A Perry Mason Mystery: The Case of the Wicked Wives | Нина Морган Моррисон         |
| 1998 | ф  | Святоша                            | Holy Man                                            | Эмбер                        |
| 1999 | с  | Любовь и тайны Сансет Бич          | Sunset Beach                                        | Элси                         |